# In Darkness
In Darkness (polska: W ciemności) är en polsk dramafilm från 2011 skriven av David F. Shannon, samt regisserad av Agnieszka Holland. Den nominerades till en Oscar för bästa internationella långfilm vid Oscarsgalan år 2012.
Filmen är baserad på verkliga händelser under Tysklands ockupation av Polen, som varade mellan åren 1939 och 1945. Den följer berättelsen om en man vid namn Leopold Socha, som arbetar som avloppsarbetare i den polska (senare ukrainska) staden Lvov. Denna man använde all sin kunskap om stadens avloppssystem för att skydda en grupp judar, som hade rymt från stadens getto, under tiden som förintelsen i Polen ägde rum.

## Rollista
| Robert Więckiewicz   | – Leopold Socha       |
| Benno Fürmann        | – Mundek Margulies    |
| Agnieszka Grochowska | – Klara Keller        |
| Maria Schrader       | – Paulina Chiger      |
| Herbert Knaup        | – Ignacy Chiger       |
| Kinga Preis          | – Wanda Socha         |
| Krzysztof Skonieczny | – Szczepek Wróblewski |
| Julia Kijowska       | – Chaja               |
| Marcin Bosak         | – Janek Weiss         |
| Jerzy Walczak        | – Jakob Berestycki    |
| Michał Żurawski      | – Bortnik             |
| Piotr Głowacki       | – Jacek Frenkiel      |
| Zofia Pieczyńska     | – Stefcia Socha       |
| Etel Szyc            | – Szona Grossman      |
| Andrzej Mastalerz    | – Sawicki             |
| Ida Łozińska         | – Rachela Grossman    |
| Laura Lo Zito        | – Irena               |
| Alexander Levit      | – Kovalev             |
| Frank Köbe           | – Gustav Wilhaus      |